# Scania 4
Scania 4 — крупнотоннажный грузовой автомобиль, серийно выпускаемый шведской компанией Scania в период с 1995 по 2004 год. Вытеснен с конвейера автомобилями серии Scania PRT.

## История
Автомобиль Scania 4 впервые был представлен в 1995 году в качестве преемника Scania 3. В 1996 году автомобиль получил премию Truck of the Year.
За всю историю производства автомобиль оснащался дизельными двигателями внутреннего сгорания мощностью 220—580 л. с. и объёмом 5—14 литров.
Буквы после цифр обозначают шасси. Трёхзначные числа в конце индекса модели обозначают мощность двигателя.
Производство автомобиля было завершено в 2004 году в Европе, а в Южной Африке автомобиль производился до 2007 года.

## Галерея

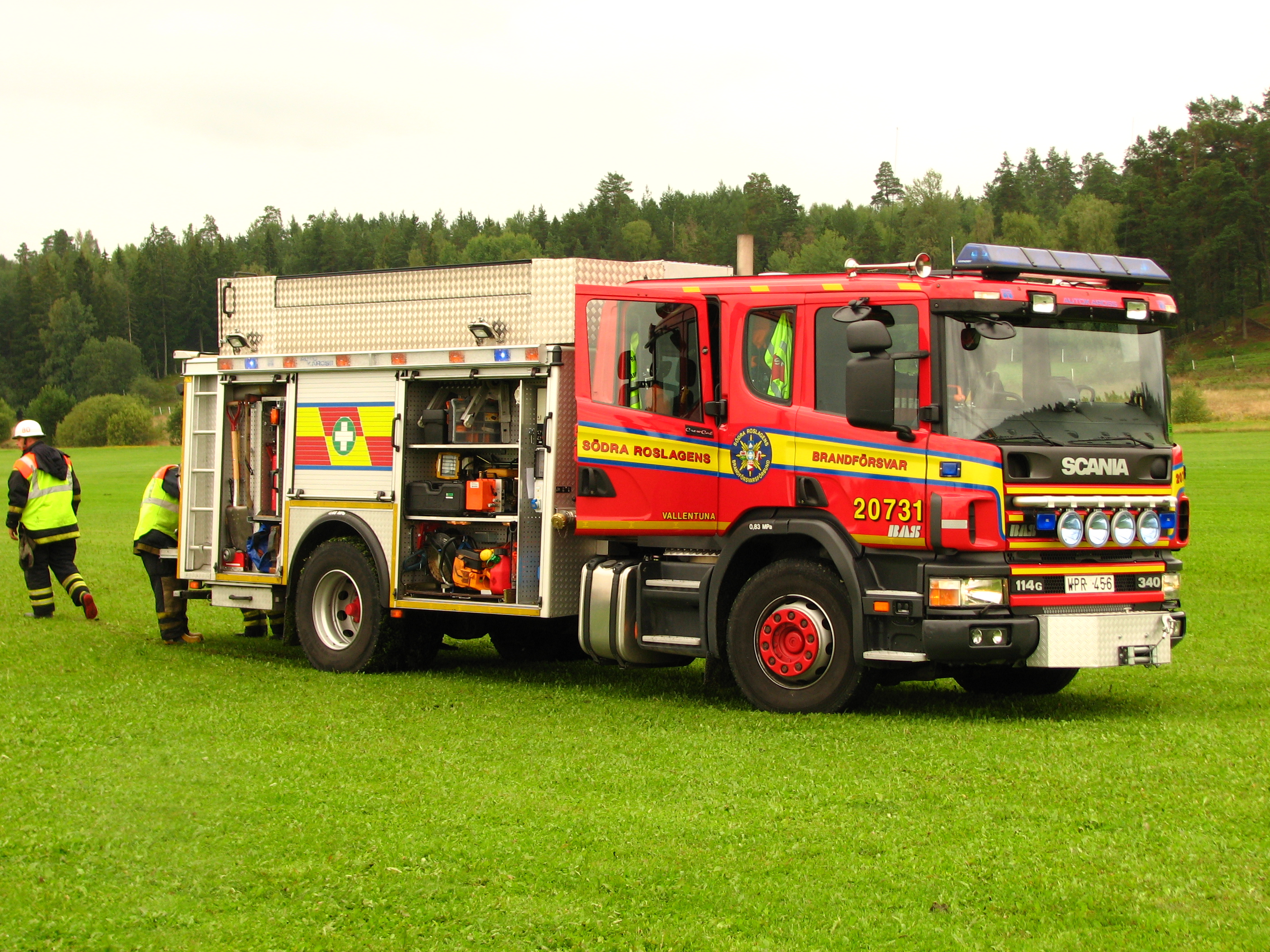
Пожарный автомобиль Scania 114G
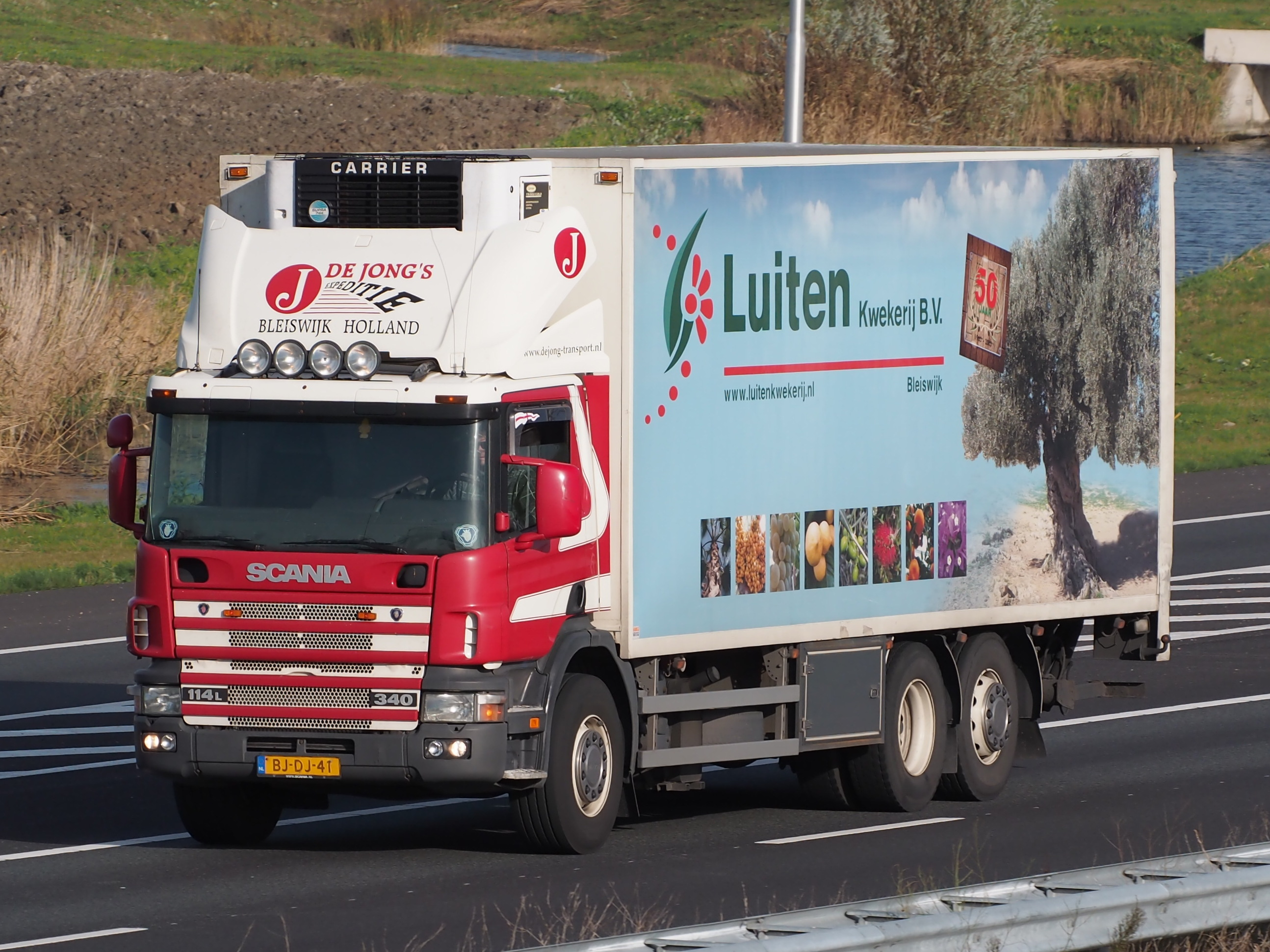
Scania 114L 340
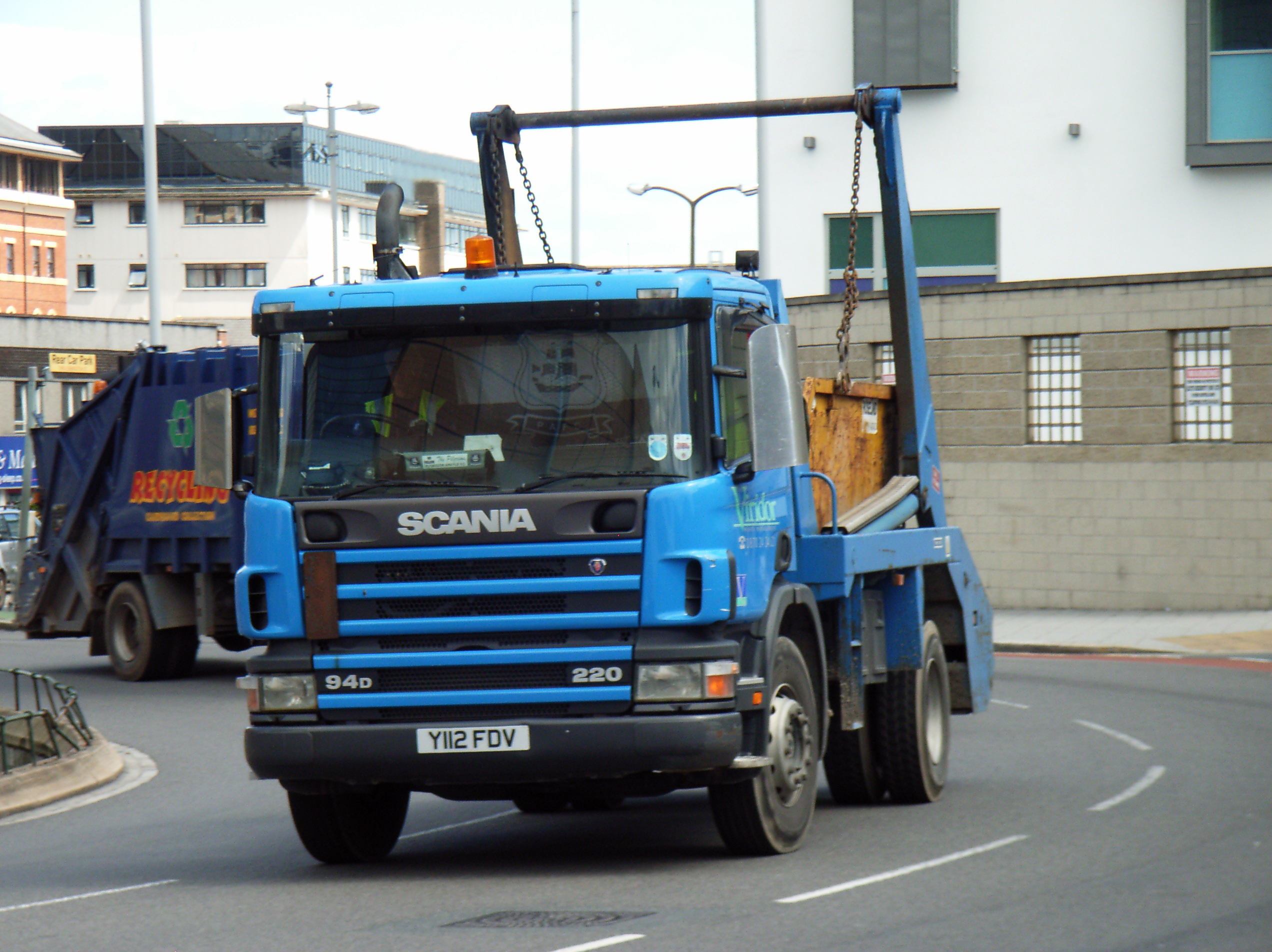
Контейнеровоз Scania 94D 220
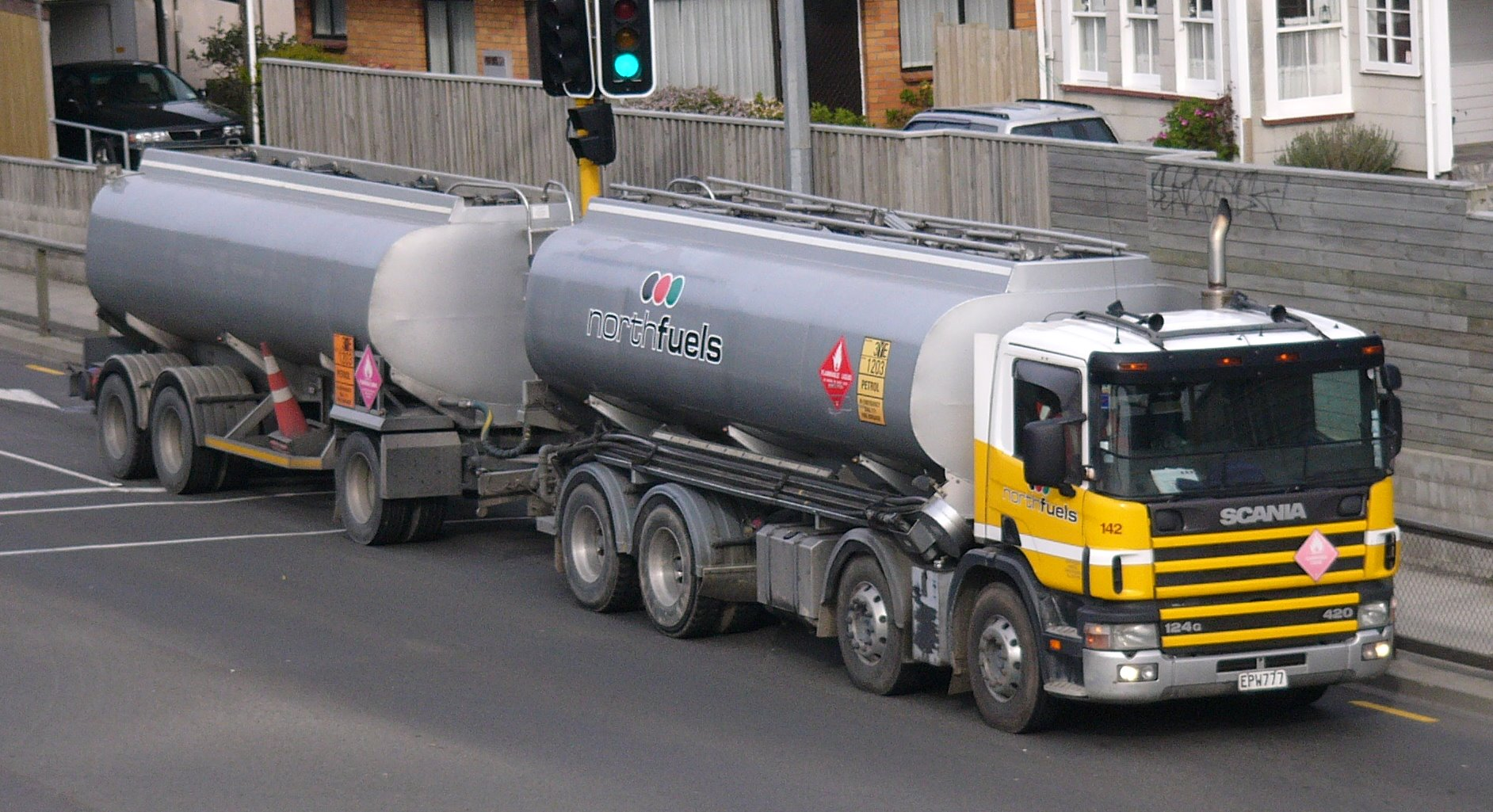
Автоцистерна Scania 124G 420 с прицепом
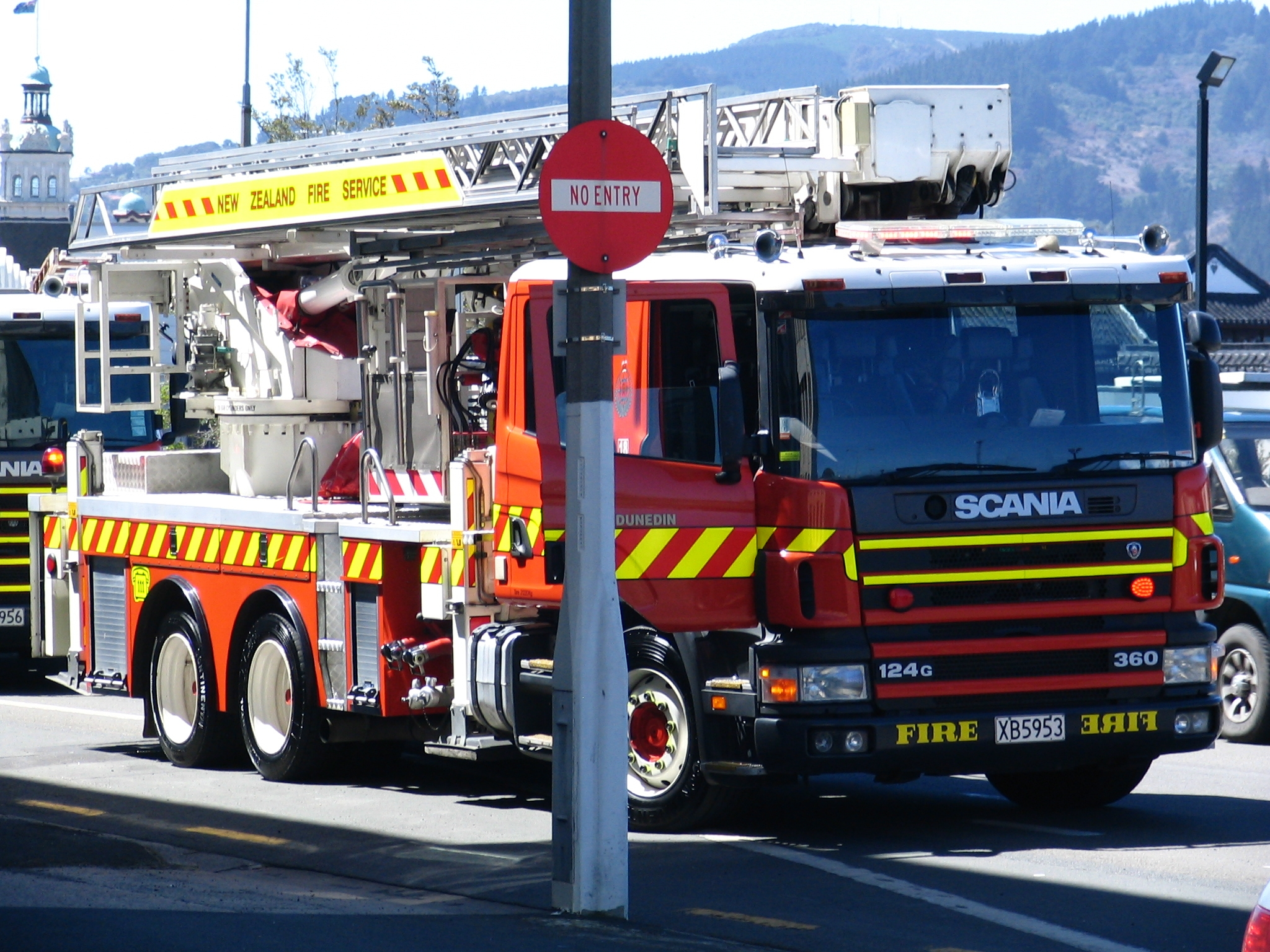
Пожарная лестница на шасси Scania 124G 360
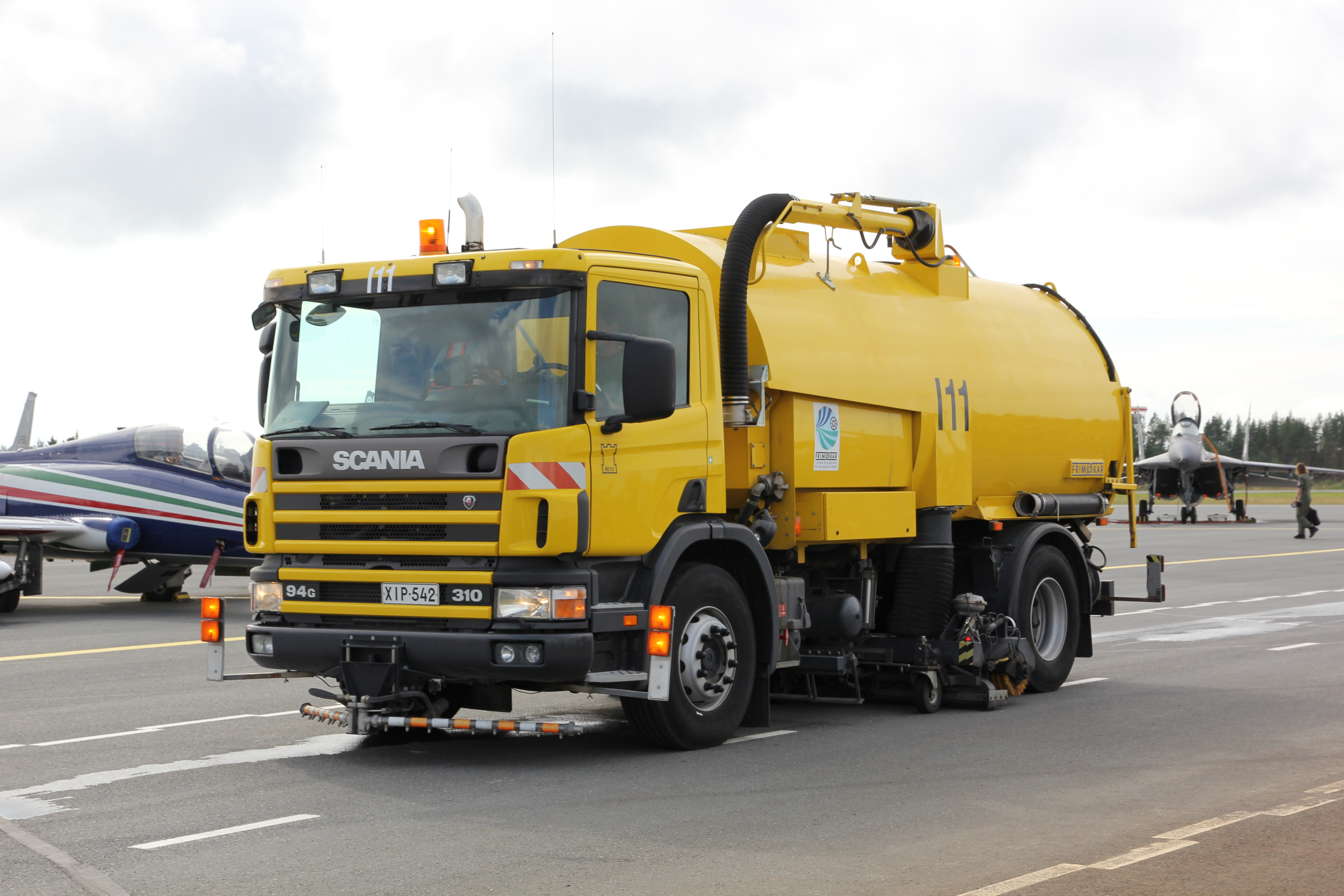
Scania 94G310
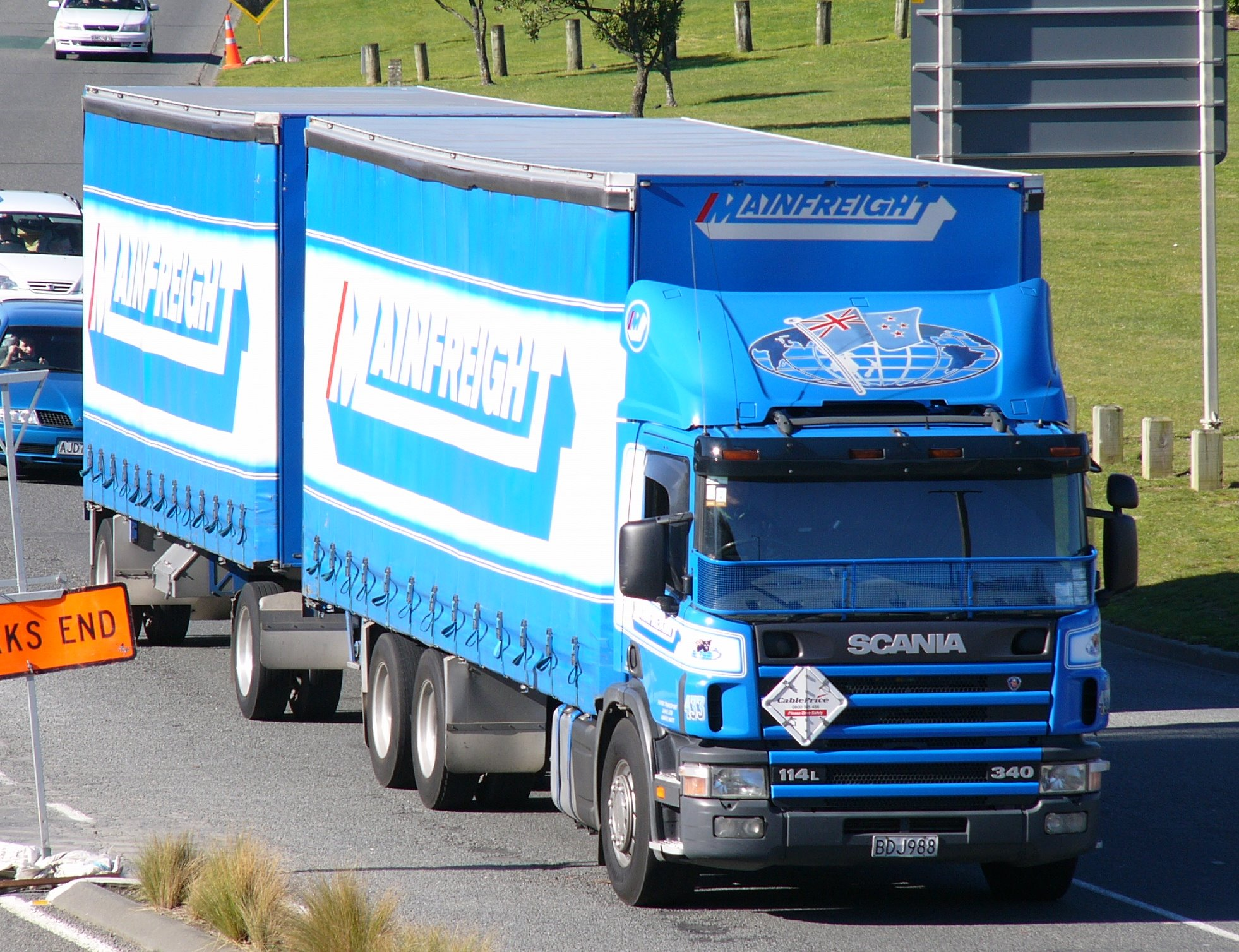
Scania 114L 340
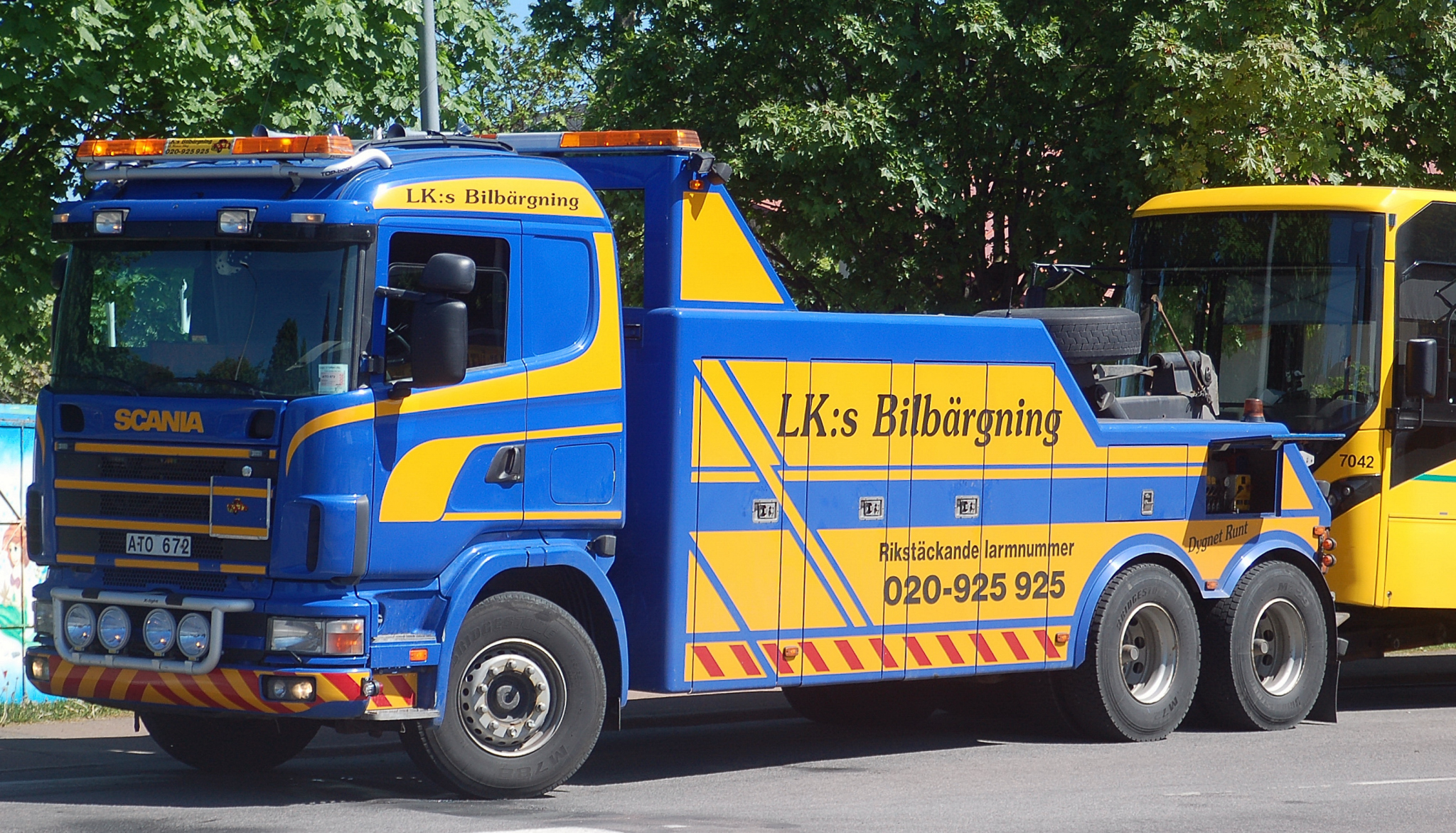
Scania 144R 530
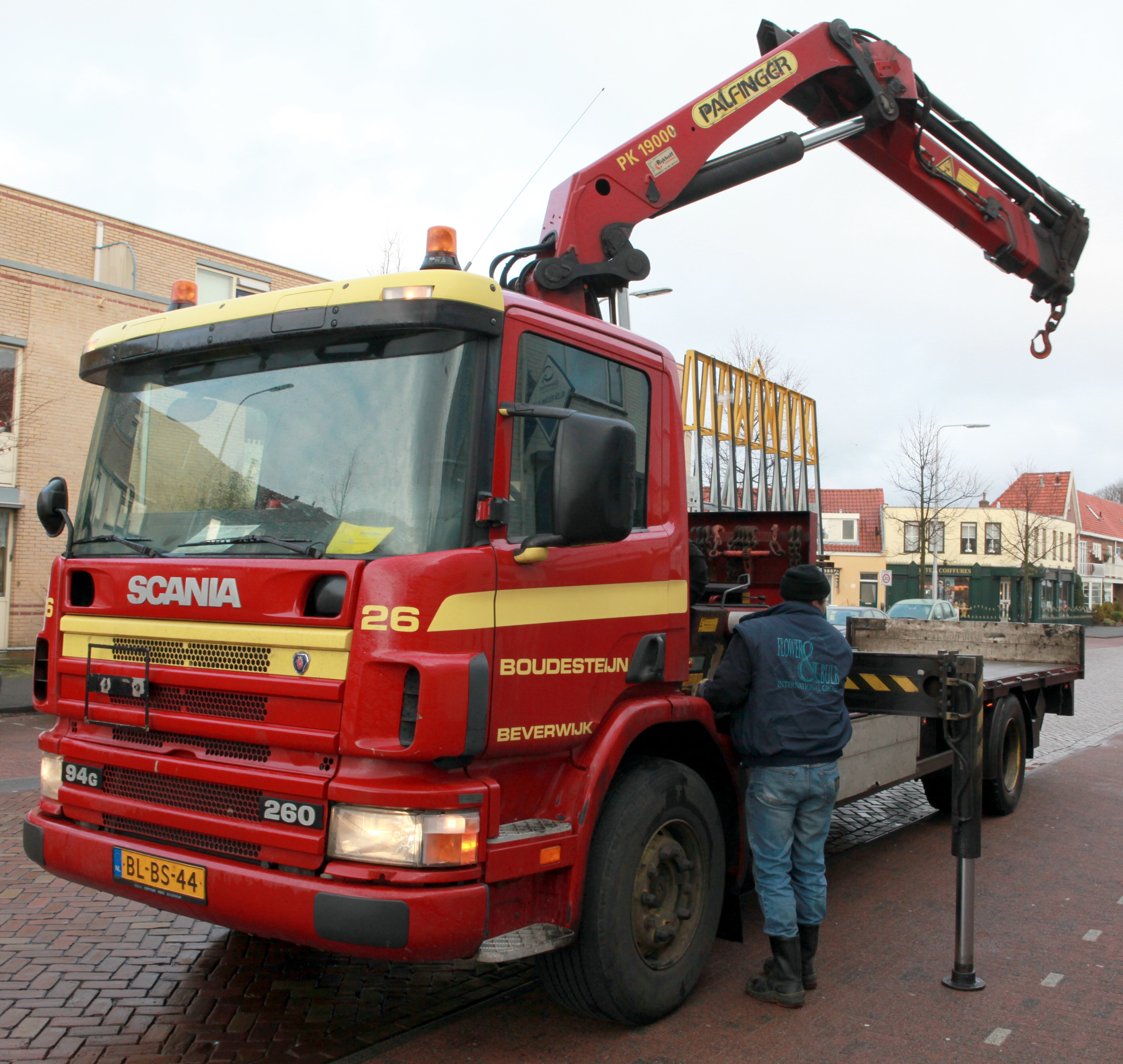
Гидроманипулятор Scania 94G
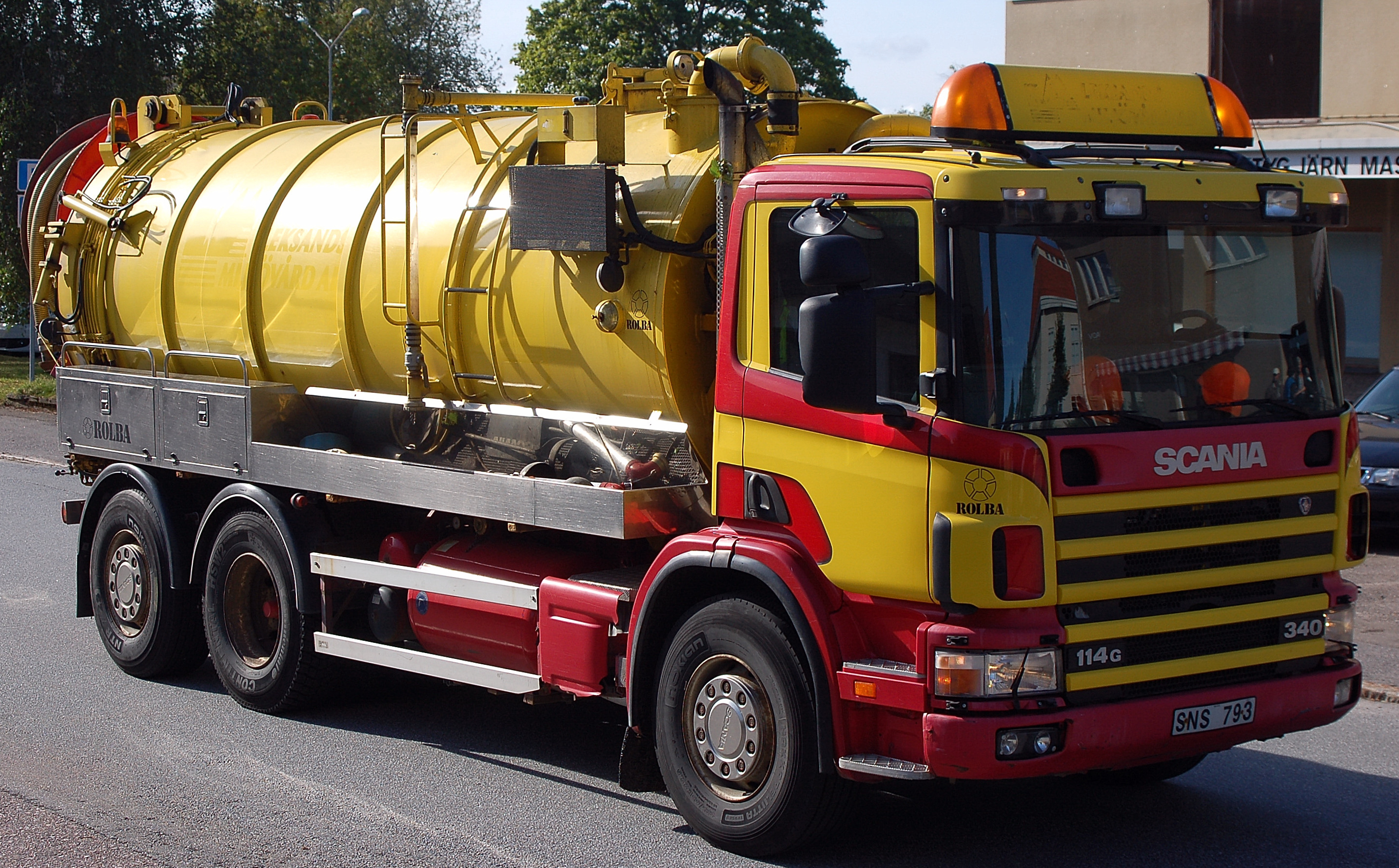
Scania 114G 340
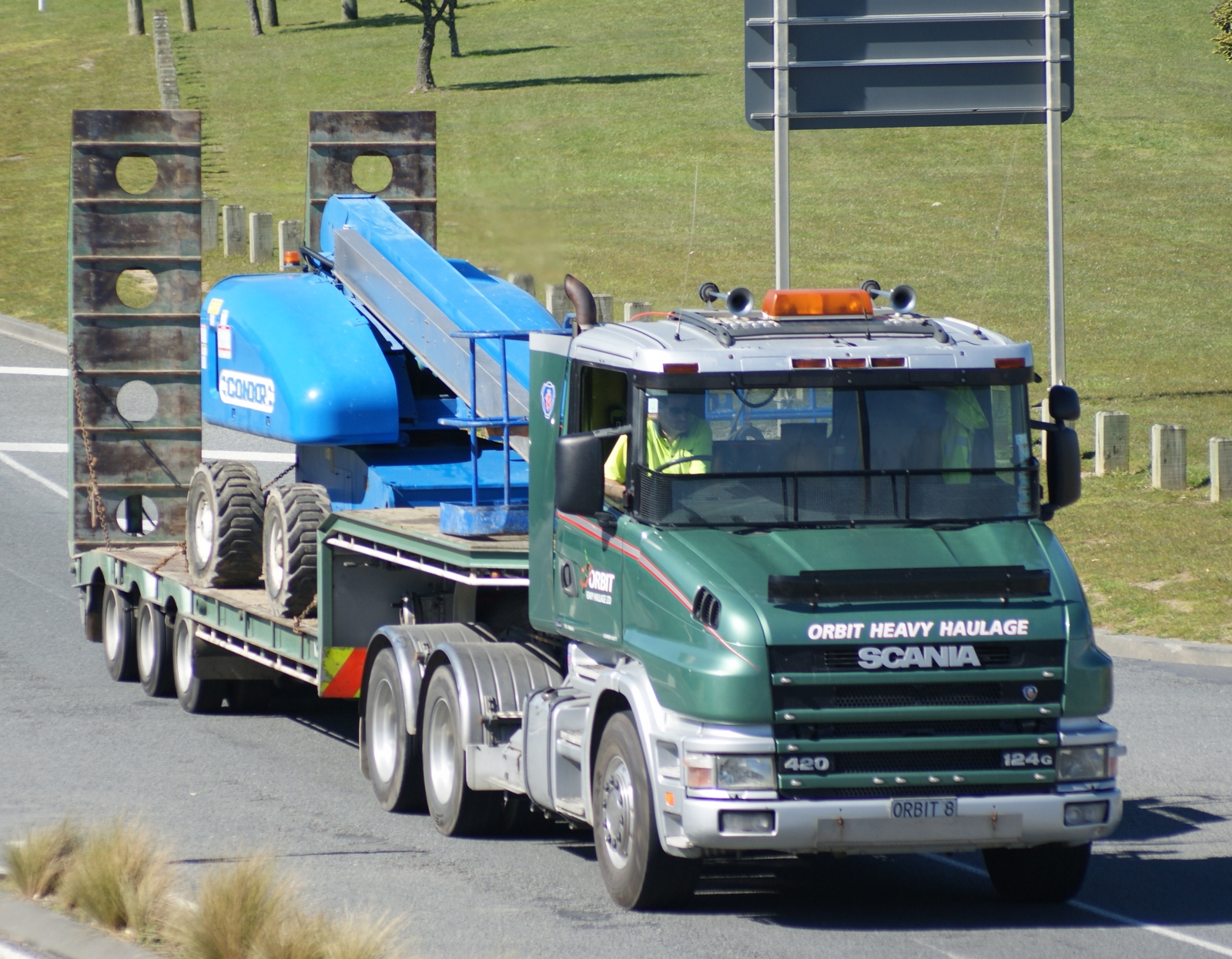
Капотный Scania 124G 420
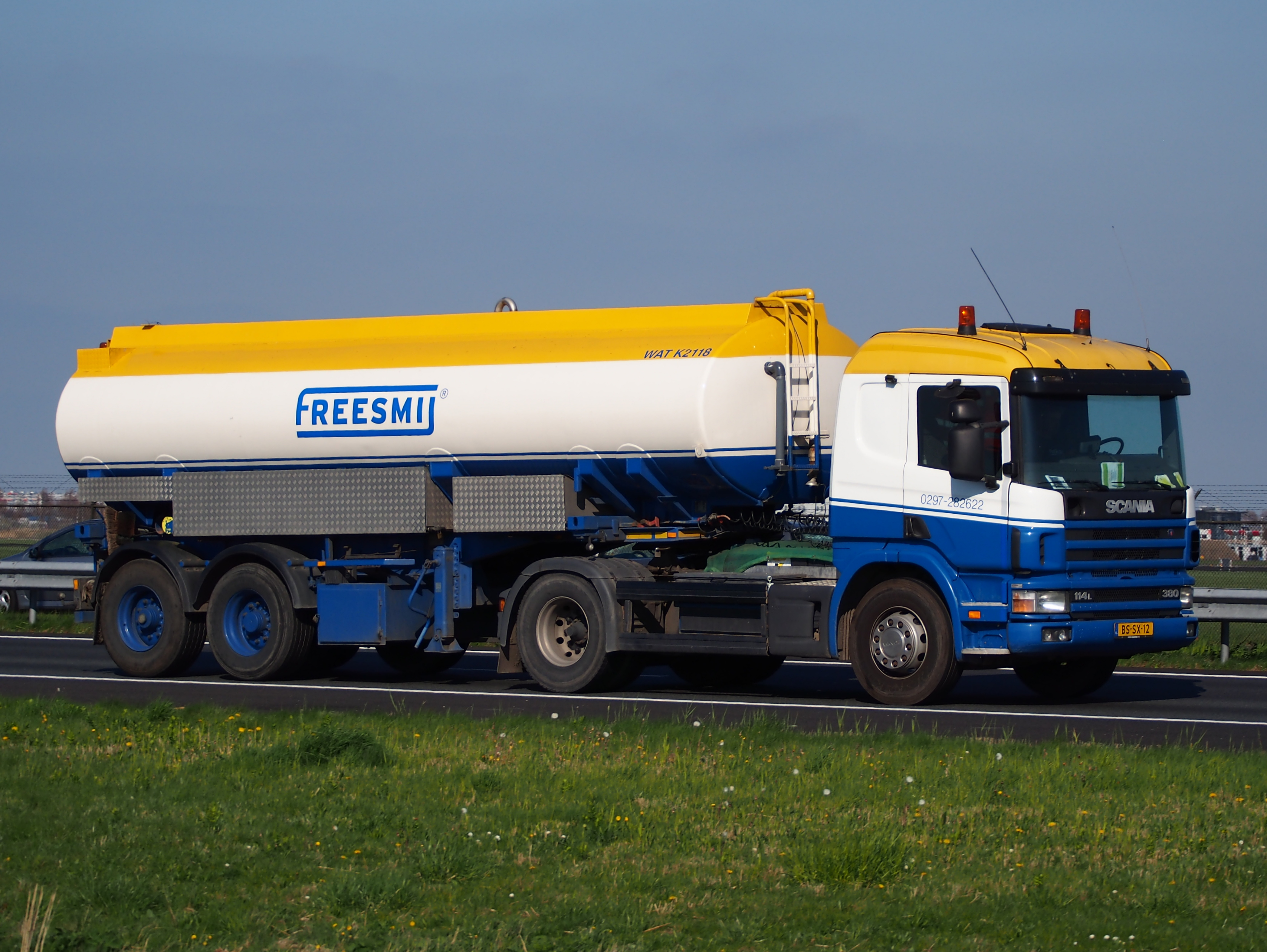
Седельный автопоезд Scania 114L 380